# Cantón de Saint-Cyprien
El cantón de Saint-Cyprien era una división administrativa francesa, que estaba situada en el departamento de Dordoña y la actual región de Nueva Aquitania.

## Composición
El cantón estaba formado por catorce comunas:
- Allas-les-Mines
- Audrix
- Berbiguières
- Bézenac
- Castels
- Coux-et-Bigaroque
- Les Eyzies-de-Tayac-Sireuil
- Marnac
- Meyrals
- Mouzens
- Saint-Chamassy
- Saint-Cyprien
- Saint-Vincent-de-Cosse
- Tursac

## Supresión del cantón de Saint-Cyprien
En aplicación del Decreto n.º 2014-218 de 21 de febrero de 2014, el cantón de Saint-Cyprien fue suprimido el 22 de marzo de 2015 y sus 14 comunas pasaron a formar parte; diez del nuevo cantón de Valle de Dordoña, tres del nuevo cantón de Valle del Hombre y una del nuevo cantón de Sarlat-la-Canéda.